# Janina Kraupe-Świderska
Janina Kraupe-Świderska (27 de janeiro de 1921 – 3 de março de 2016) foi uma pintora e gravadora polaca. Nativa de Sosnowiec, Kraupe-Świderska foi associada durante grande parte da sua carreira com a vanguarda de Cracóvia, especialmente o grupo que se formou em torno da Kunstgewerbeschule da cidade durante a Segunda Guerra Mundial; eventualmente, ela numerou Tadeusz Kantor, Tadeusz Brzozowski, Kazimierz Mikulski, e Jerzy Nowosielski entre os seus conhecidos. A partir de 1957 ela pertenceu à Grupa Krakowska. Ela estudou na Academia de Belas Artes de Cracóvia, eventualmente retornando à instituição como conferencista e professora e permanecendo no corpo docente até 1980. Uma impressão de 1997 de Kraupe-Świderska é propriedade da Galeria Nacional de Arte, e ela está representada na colecção do Museu de Arte de Olomouc.